# Popeyes
Popeyes je americký nadnárodní řetězec fast food restaurací prodávajících smažené kuřecí maso. Byl založen v roce 1972 v New Orleans. V roce 2021 měl řetězec 3 705 restaurací. V prosinci 2022 působil ve 30 zemích světa. Většina restaurací funguje formou franšízy.

## Popeyes v Česku
Do České republiky řetězec přišel v listopadu 2023. V prosinci 2024 existovaly v Praze a v okolí 3 restaurace. Franšízantem v Česku je společnost Rex Concepts CEE. Do deseti let chtějí v Česku otevřít až 60 poboček.